# Островка (Одесская область)
Островка (укр. Острівка) — село, относится к Савранскому району Одесской области Украины.
Население по переписи 2001 года составляло 125 человек. Почтовый индекс — 66224. Телефонный код — 4865. Занимает площадь 0,49 км². Код КОАТУУ — 5124383204.